# FBS Olomouc
FBS Olomouc je olomoucký florbalový klub, založený v roce 2001 sloučením dvou menších klubů. Své domácí zápasy hraje ve Sportovní hale Čajkaréna s kapacitou 220 diváků.

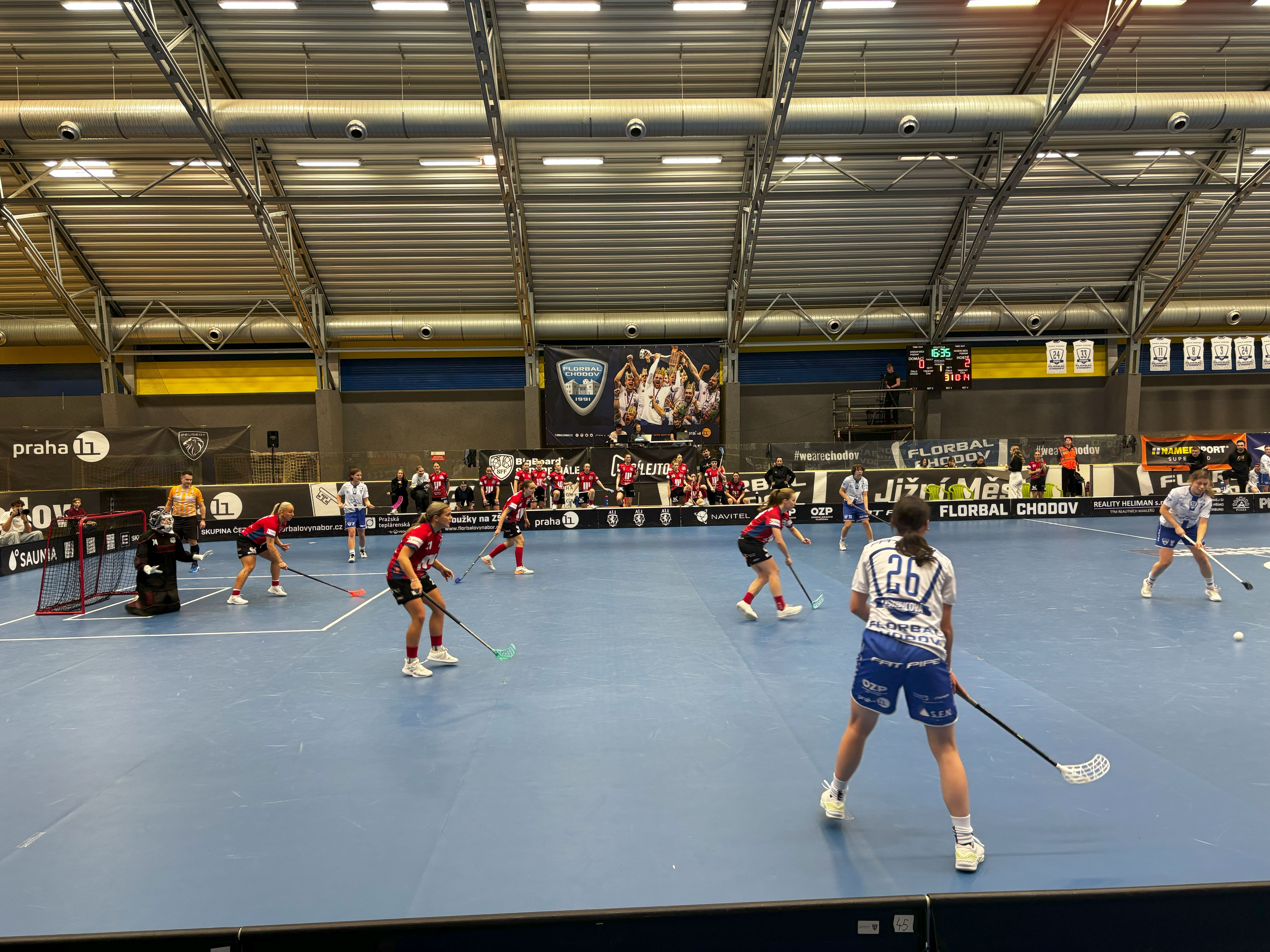
Ženský tým (v červeném) ve venkovním čtvrtfinále 2024/2025

Ženský tým hraje pod názvem Bohemsca FBS Olomouc od sezóny 2006/2007 nejvyšší soutěž, Extraligu žen. Největším ligovým úspěchem týmu je postup do semifinále a konečné čtvrté místo v sezóně 2007/2008. Mimo to tým postoupil do play-off ještě v sedmi sezónách 2012/2013, 2014/2015 a 2020/2021 až 2024/2025. V ročníku 2024/2025 získaly stříbro v Poháru Českého florbalu.
Mužský tým hraje od sezóny 2024/2025 třetí nejvyšší soutěž, Národní ligu mužů. V té se hned probojoval do finále play-off a baráže o postup do 1. ligy, kde ale neuspěl.
Klubové barvy jsou červená, modrá a bílá. 

## Ženský tým

### Sezóny

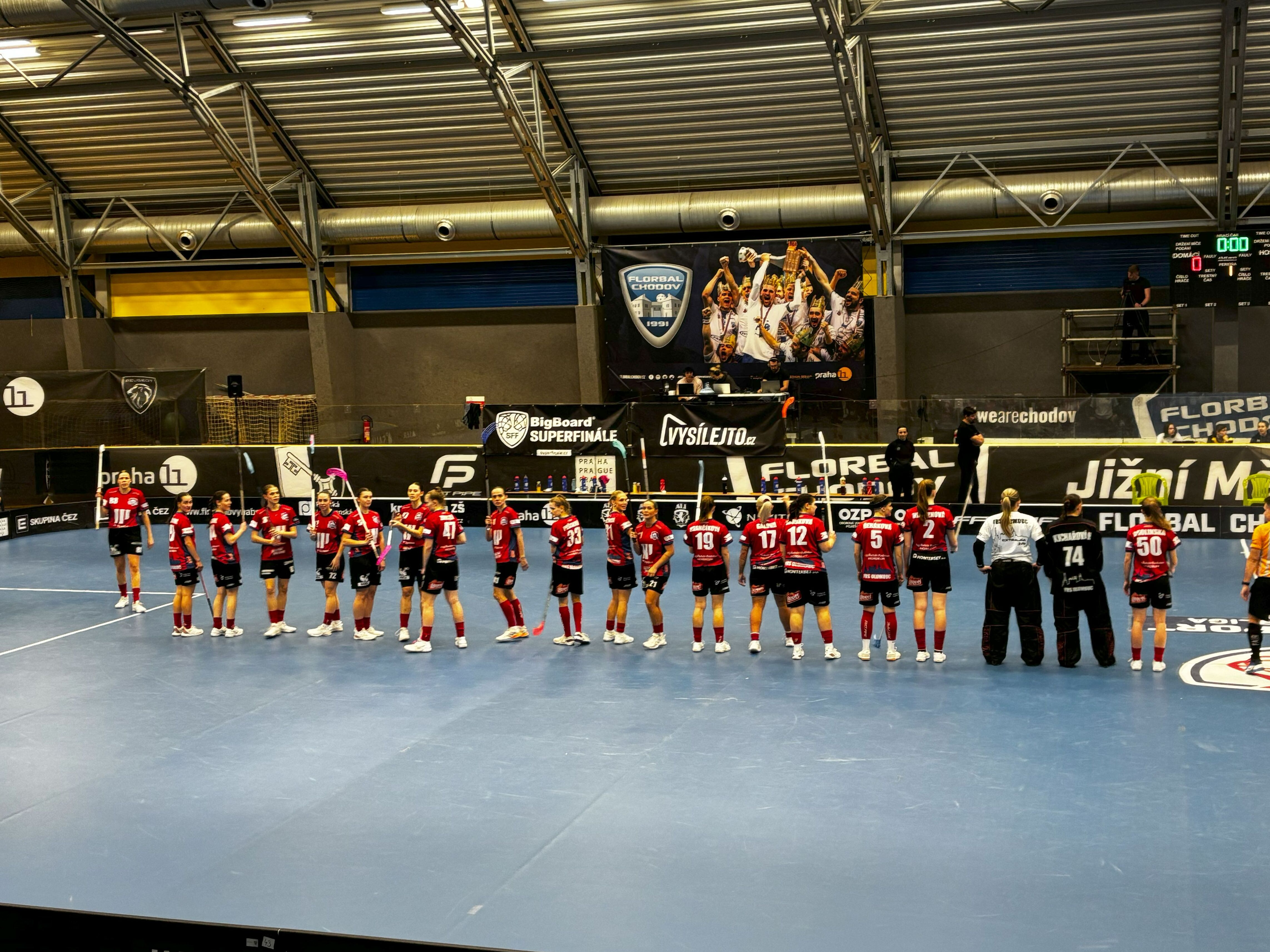
Ženský tým v sezóně 2024/2025

| Sezóna    | Úroveň | Soutěž               | Umístění | Poznámka |
| --------- | ------ | -------------------- | -------- | --- |
| 2005/2006 | 2      | 2. liga – divize III |          | Dodatečný postup pro doplnění Extraligy po sloučení týmů Tatran Střešovice a 1. HFK Děkanka                              |
| 2006/2007 | 1      | Extraliga            | 7.       | 1. místo ve skupině o udržení                                                                                            |
| 2007/2008 | 1      | Extraliga            | 4.       | Vypadnutí v semifinále play-off proti CON INVEST Děkanka Praha                                                           |
| 2008/2009 | 1      | Extraliga            | 10.      | Prohra v boji o udržení proti Elite Praha – Účast v Extralize zachována pro nezájem vítězů 1. ligy o postup do Extraligy |
| 2009/2010 | 1      | Extraliga            | 8.       | Výhra v 2. kole play-down proti TJ Sokol Brno Židenice                                                                   |
| 2010/2011 | 1      | Extraliga            | 9.       | 1. místo v play-down |
| 2011/2012 | 1      | Extraliga            | 11.      | 1. místo v baráži |
| 2012/2013 | 1      | Extraliga            | 8.       | Vypadnutí ve čtvrtfinále play-off proti 1. SC WOOW Vítkovice                                                             |
| 2013/2014 | 1      | Extraliga            | 9.       | Výhra v 1. kole play-down proti FBŠ AL INVEST Jihlava                                                                    |
| 2014/2015 | 1      | Extraliga            | 7.       | Vypadnutí ve čtvrtfinále play-off proti TJ JM FAT PIPE Chodov                                                            |
| 2015/2016 | 1      | Extraliga            | 11.      | Výhra v baráži proti IBK Hradec Králové                                                                                  |
| 2016/2017 | 1      | Extraliga            | 9.       | Výhra v 1. kole play-down proti Panthers Praha                                                                           |
| 2017/2018 | 1      | Extraliga            | 9.       | Výhra v 1. kole play-down proti TJ Sokol Královské Vinohrady                                                             |
| 2018/2019 | 1      | Extraliga            | 9.       | Výhra v 1. kole play-down proti FBŠ Slavia Fat Pipe Plzeň                                                                |
| 2019/2020 | 1      | Extraliga            | 10.      | Sezóna ukončena za stavu 1:1 na zápasy v 1. kole play-down proti KM automatik FBK Jičín                                  |
| 2020/2021 | 1      | Extraliga            | 6.       | Vypadnutí ve čtvrtfinále play-off proti 1. SC TEMPISH Vítkovice                                                          |
| 2021/2022 | 1      | Extraliga            | 6.       | Vypadnutí ve čtvrtfinále play-off proti 1. SC TEMPISH Vítkovice                                                          |
| 2022/2023 | 1      | Extraliga            | 7.       | Vypadnutí ve čtvrtfinále play-off proti FBC ČPP Bystroň Group Ostrava                                                    |
| 2023/2024 | 1      | ČEZ Extraliga        | 5.       | Vypadnutí ve čtvrtfinále play-off proti PSN Tatran Střešovice                                                            |
| 2024/2025 | 1      | ČEZ Extraliga        | 7.       | Vypadnutí ve čtvrtfinále play-off proti FAT PIPE Florbal Chodov                                                          |

### Známé hráčky
- Lenka Kubíčková (2018–2020)
- Petra Mandátová (2017–2018)
- Hana Poláková (2006–2008)

### Soupiska
| #  | Pozice | Hráč               |
| -- | ------ | ------------------ |
| 74 | B      | Hana Kuchařová     |
| 75 | B      | Klára Hodulíková   |
| 94 | B      | Nikola Dlouhá      |
| 2  | O      | Tereza Hlaviznová  |
| 12 | O      | Barbora Soušková   |
| 17 | O      | Terezie Gálová     |
| 19 | O      | Tereza Brančíková  |
| 25 | O      | Zuzana Kuchařová   |
| 47 | O      | Michaela Zmrzlá    |
| 64 | O      | Anežka Pěnkavová   |
| 72 | O      | Nikola Krupičková  |
| 87 | O      | Michaela Poláčková |

| #  | Pozice | Hráč                |
| -- | ------ | ------------------- |
| 5  | Ú      | Eva Řeháková        |
| 8  | Ú      | Zuzana Hubáčková    |
| 11 | Ú      | Veronika Šmídková   |
| 21 | Ú      | Natálie Hurníková   |
| 31 | Ú      | Valentýna Zerzánová |
| 33 | O      | Eliška Pešavová     |
| 41 | Ú      | Eliška Planková     |
| 50 | Ú      | Lucie Cholinská     |
| 68 | Ú      | Gabriela Vaculová   |
| 80 | Ú      | Vlaďka Meděrová     |
| 84 | Ú      | Šárka Zhébalová     |
| 88 | Ú      | Denisa Hyršová      |

## Mužský tým

### Sezóny
| Sezóna    | Úroveň | Soutěž       | Umístění | Poznámka                                                                                      |
| --------- | ------ | ------------ | -------- | --------------------------------------------------------------------------------------------- |
| 2023/2024 | 4      | Divize       |          | Výhra ve 3. kole play-up proti Hornets Brno ZŠ Horní – Postup do vyšší ligy                   |
| 2024/2025 | 3      | Národní liga |          | Prohra ve finále play-off proti Asper Šumperk – Prohra v baráži proti ASK Orka Stará Boleslav |